# Laetitia Withall
Laetitia Withall (Adelaida, 30 de agosto de 1881 - Kent, 11 de marzo de 1963) fue una poeta, autora y sufragista militante nacida en Australia que hizo campaña en el Reino Unido por la Unión Social y Política de las Mujeres (WSPU) bajo el nombre de Leslie Hall. En su encarcelamiento, inició una huelga de hambre y fue alimentada por la fuerza, por lo que recibió la Medalla de huelga de hambre de la WSPU. Esta medalla se encuentra ahora en la colección de la Biblioteca Nacional de Australia .

## Primeros años

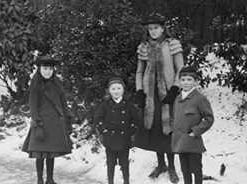
(De izquierda a derecha) Laetitia Withall con sus hermanos Osborn, Adelaide y Richard (c1891)

Withall nació en Adelaida, Australia, en 1881, hija de padres británicos, Louisa Margaret Reed (1858-1951) y el arquitecto Latham Albert Withall, OBE (1853-1925) y se mudó con su familia al Reino Unido cuando tenía 7 años; allí permaneció por el resto de su vida, pero nunca olvidó el país en el que había nacido.

## Activismo
Fue arrestada por primera vez en Birmingham el 18 de septiembre de 1909 como Leslie Hall (un nombre que había adoptado para evitar la vergüenza de sus padres). El 21 de diciembre de 1909, en Liverpool, ella y Selina Martin se acercaron al Primer Ministro HH Asquith cuando salía de su automóvil y lo abordaron sobre el tema de los derechos de las mujeres. No respondió a las damas, haciendo que Martin arrojara una botella de cerveza de jengibre vacía al auto. Ambas mujeres fueron arrestadas de inmediato y luego fueron detenidas durante seis días. Se rechazó la fianza, aunque Martin prometió que tanto ella como Withall se abstendrían de acciones militantes hasta su juicio. Las mujeres fueron trasladadas a Walton Gaol, y tratadas como si fueran criminales convictas, con considerable violencia en prisión.
El lunes 27 de diciembre de 1909, ambas fueron llevadas nuevamente a la corte. Withall / Hall recibió la orden de un mes de prisión con trabajos forzados, y Martin fue sentenciada a dos meses. Al regresar a prisión, las dos se negaron a usar ropa de prisioneras y volvieron a la huelga de hambre. Cada una fue vestida con camisa de fuerza y colocada en una celda de castigo. La alimentación forzada continuó y ambas se debilitaron rápidamente hasta el 3 de febrero de 1910, cuando fueron liberadas.
Mientras, los hechos sobre su tratamiento al estar encarceladas en prisión preventiva habían circulado ampliamente, ya que habían dictado declaraciones para el uso de sus amigos mientras se llevaba a cabo su juicio. El Ministro del Interior, Herbert Gladstone, escribió al Times negando la verdad de las declaraciones, sosteniendo que la razón para negarles la libertad bajo fianza era que se habían negado a prometer que se comportarían hasta que se iniciara el juicio, que no había habido violencia innecesaria y que las mujeres mismas no habían presentado ninguna queja. Pero, de hecho, la inexactitud de las declaraciones del Sr. Gladstone se había vuelto proverbial, ya que constantemente negaba la verdad de los cargos que estaban claramente respaldados por la evidencia más confiable. 
Su firma se encuentra entre las bordadas en The Suffragette Banner diseñada en la Escuela de arte de Glasgow por Ann Macbeth (1875-1948) y sus alumnos, perteneciente a la colección del Museo de Londres.

## Vida posterior
Poetisa y autora sobre asuntos espirituales, los libros de Withall incluyen: A Traveller Through Time: Glimpses Of A Soul's Past (1928); The Window And Other Poems (1927); Of Meditation And Prayer (1934); Of Prayer. A Simple Talk (1932), y When Half-Gods Go. A Spiritualistic Composition (1922).
En 1939, vivía en la 8 Linden Avenue en Broadstairs en Kent y allí murió en 1963 a los 82 años. Nunca se casó.
En 1961, a los 80 años, donó su Medalla del Hambre a la colección de la Biblioteca Nacional de Australia.